# انقلاب حراري

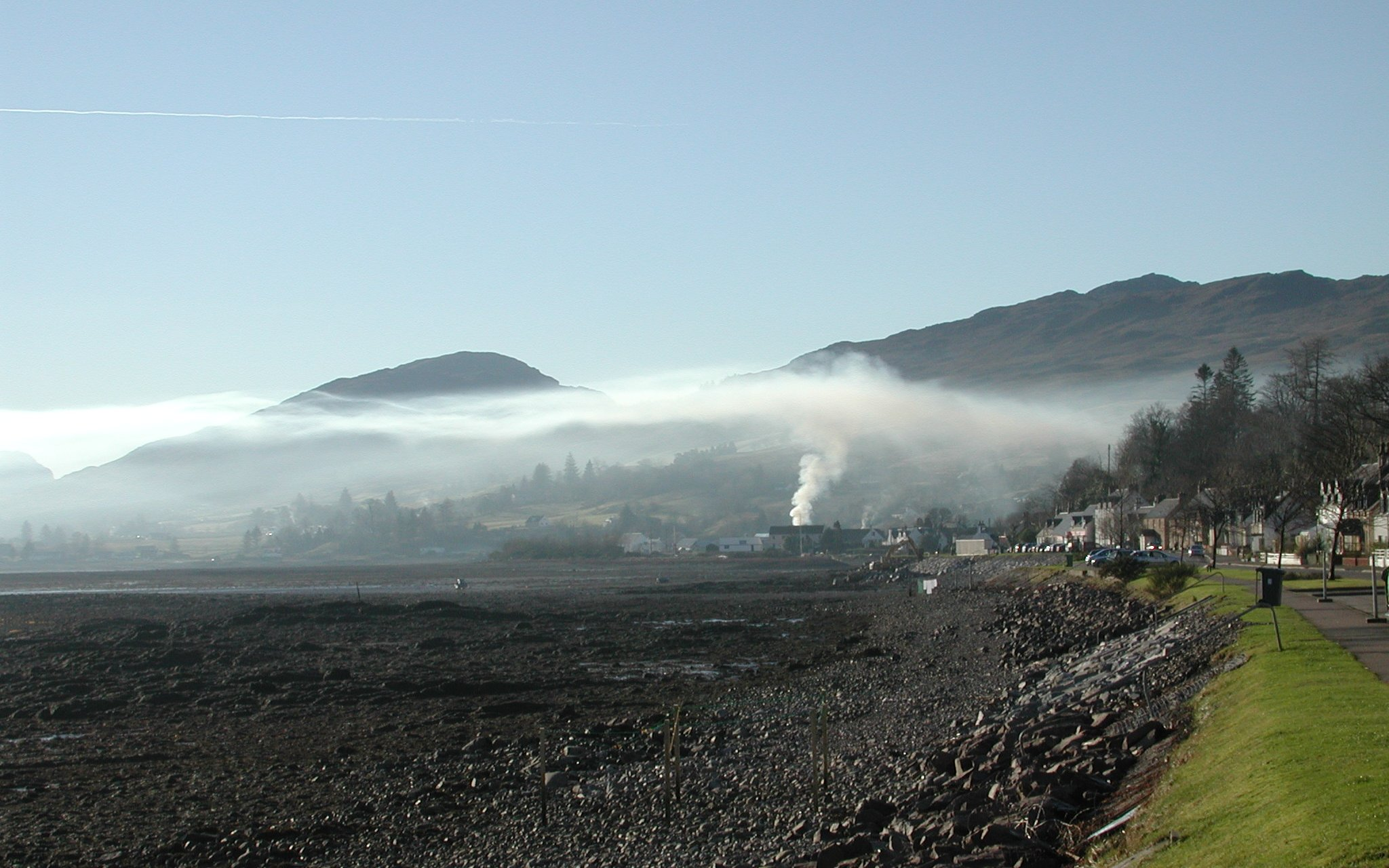
توقف ارتفاع الدخان بسبب وجود طبقة من الهواء الساخن بالقرب من سطح الأرض في معمل في سكوتلندا، وذلك بشكل يبرز ظاهرة الانعكاس الحراري.

الانقلاب الحراري أو الانعكاس الحراري في علم الأرصاد الجوية هو حدوث تغير وانزياح في تدرج درجات حرارة طبقات الجو بالنسبة للارتفاع. عادة ما يرتفع الهواء الساخن إلى طبقات الجو العليا، ولكن الانقلاب الحراري يحدث عند وجود طبقات من الهواء الساخن على تماس مباشر مع طبقة هواء باردة كثيفة وقريبة من سطح الأرض.
تشكل ظاهرة الانقلاب الحراري ما يشبه حاجزاً حرارياً لحركات الحمل الحراري داخل الهواء الجوي. عند انهيار هذا الحاجز الحراري يحدث هناك تماس مباشر بين طبقات الهواء الساخنة والباردة مما يؤدي في بعض الأحيان إلى حدوث عواصف رعدية، وإلى هطول مطر متجمد في المناخات الباردة.
يمكن أن يؤدي الانقلاب الحراري إلى حدوث تلوث في الهواء، وخاصة عند وجود ضبخان، حيث يمكن أن يحتجز بشكل قريب من سطح الأرض، مما قد يسبب أضرار في الصحة العامة.

## انقلاب حراري علوي
الانقلاب الحراري العلوي هو الانقلاب الحاصل في منحنى سير درجة الحرارة الشاقولي في المستويات العليا من الجو التروبوسفيري (فوق مستوى...1 م).حيث يحدث في بعض الأحيان وبعض الأمكنة تزايد في درجة الحرارة بدلاً من تناقصها, كما هو الحال في مناطق الضغوط السطحية المرتفعة التي يحدث فيها خسف للهواء في المستويات العليا من التروبوسفير ويمكن أن يحدث الانقلاب الحراري العلوي في حالات أخرى كلها ناجمة عن الخسف الذي تختلف إليه حدوثه.

## انقلاب حراري سفلي
الانقلاب الحراري السفلي يعرف الانقلاب في منحنى سير الحرارة الشاقولي الذي يحدث دون سوية ارتفاع 1000 م من سطح الأرض بالانقلاب السفلي, أو الانقلاب السطحي, ومن نماذج هذا الانقلاب: الانقلاب الحراري الإشعاعي, الانقلاب الحراري التضاريسي, والانقلاب الحراري المنقول.

## انقلاب سطحي
الانقلاب السطحي يستخدم هذا المصطلح ليشير إلى الانقلاب الحراري الذي يحدث في ألف المتر الأولى من الجو القريبة من سطح الأرض, وذلك في الليالي الصحوة الهادئة، ومن نماذج هذا الانقلاب: الانقلاب الإشعاعي والانقلاب التضاريسي وانقلاب التآفق.

## انقلاب رياح التجارة
انقلاب رياح التجارة (Trade- Wind Inversion) هو مصطلح يدل على الانقلاب الحراري العلوي الهبوطي في منطقة منابع الرياح التجارية فوق مستوى 2000 م, أي في منطقة الضغط المرتفع شبه المداري المتصفة بحركة هوائية هابطة في مركزها, وهذا النوع من الانقلاب الحراري يسمي أيضاً انقلاب هبوطي.

## انقلاب جبهي
الانقلاب الحراري الجبهي هو أحد أنواع الانقلابات الحرارية العلوية, ويحدث هذا الانقلاب في منطقة الجبهات الهوائية, حيث يندفع الهواء البارد مندساً تحت الهواء الحار الذي يرتفع نحو الأعلى, مشكلاً بذلك منطقة انتقال حرارية ما بين الهوائين هي ما تعرف بالجبهة, والتي تشكل هي أيضاً منطقة انقلاب حراري.

## اقرأ أيضاً
- حمل حراري
- رفع (ارتفاع)
- رياح القص
- مستوى التجمد